# Wyatt Russell
Wyatt Hawn Russell, född 10 juli 1986 i Los Angeles, är en amerikansk skådespelare och en före detta ishockeyspelare. Han är känd för sin roll som Corporal Lewis Ford i Overlord och som John Walker i Marvel Cinematic Universe.
2023 spelade han och hans far samma roll (ung respektive gammal) i serien Monarch: Legacy of Monsters som utspelar sig i Legendarys MonsterVerse-franchise.

## Filmografi (i urval)
- 1987 – Tjejen som föll överbord (okrediterad)
- 1996 – Flykten från L.A. (okrediterad)
- 1998 – Soldier
- 2011 – Cowboys & Aliens
- 2012 – This Is 40
- 2013 – Arrested Development (TV-serie)
- 2014 – 22 Jump Street
- 2016 – Black Mirror (TV-serie)
- 2016 – Everybody Wants Some!!
- 2018 – Overlord
- 2018–2019 – Lodge 49 (TV-serie)
- 2021 – The Falcon and the Winter Soldier (TV-serie)
- 2021 – Kvinnan i fönstret
- 2022 – Under the Banner of Heaven (TV-serie)
- 2023 – Monarch: Legacy of Monsters (TV-serie)
- 2024 – Night Swim
- 2025 – Thunderbolts*
- 2026 – Avengers: Doomsday
- 2026 – The Dish